# Dinas Bran Castle
Dinas Bran Castle är ett slott i Storbritannien.   Det ligger i kommunen Denbighshire och riksdelen Wales, i den södra delen av landet, 260 km nordväst om huvudstaden London. Dinas Bran Castle ligger 305 meter över havet.
Terrängen runt Dinas Bran Castle är lite kuperad, och sluttar österut. Runt Dinas Bran Castle är det ganska tätbefolkat, med 60 invånare per kvadratkilometer. Närmaste större samhälle är Wrexham, 13,5 km nordost om Dinas Bran Castle. Trakten runt Dinas Bran Castle består i huvudsak av gräsmarker.